# Molino Stucky

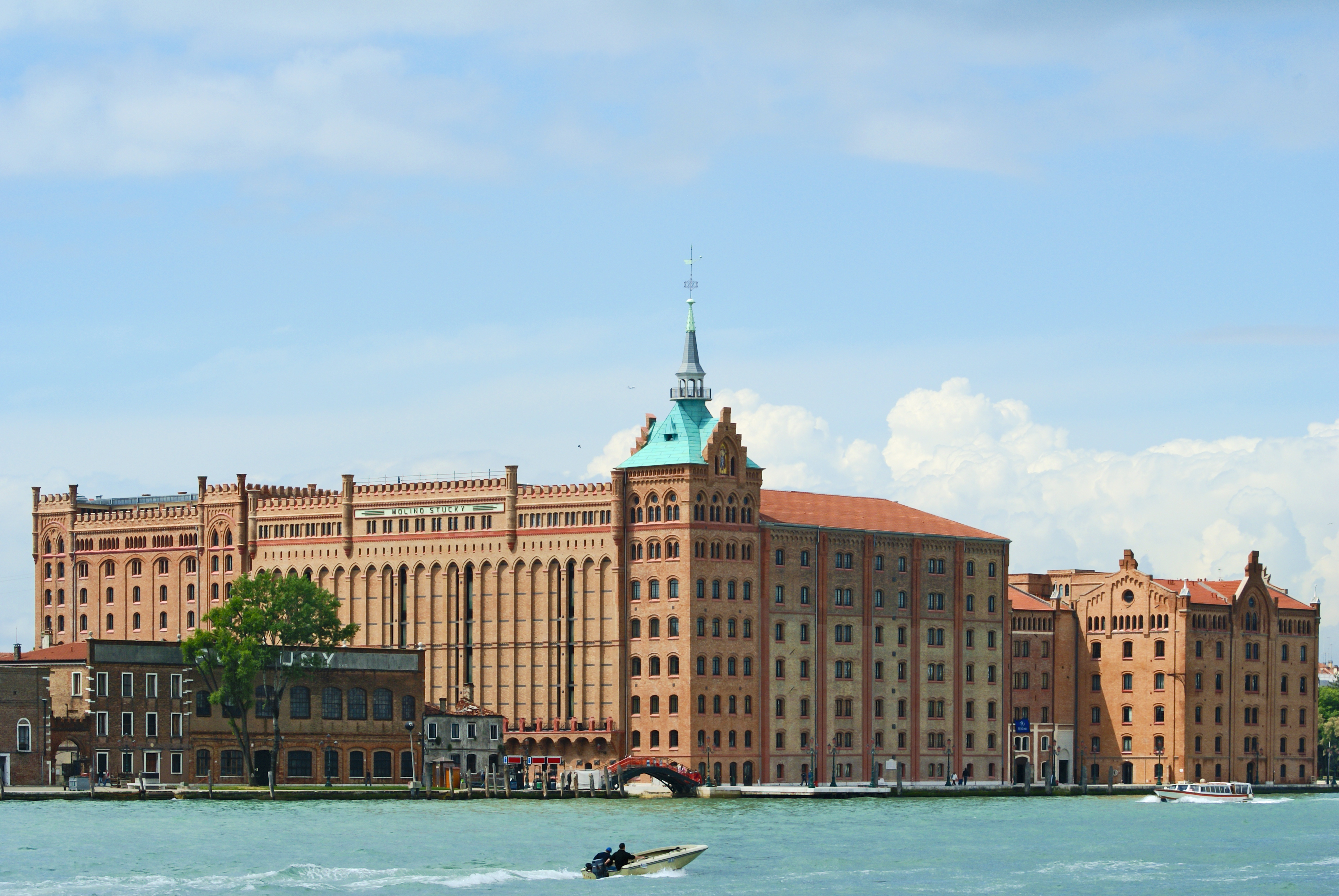
Molino Stucky in Venetië, Italië

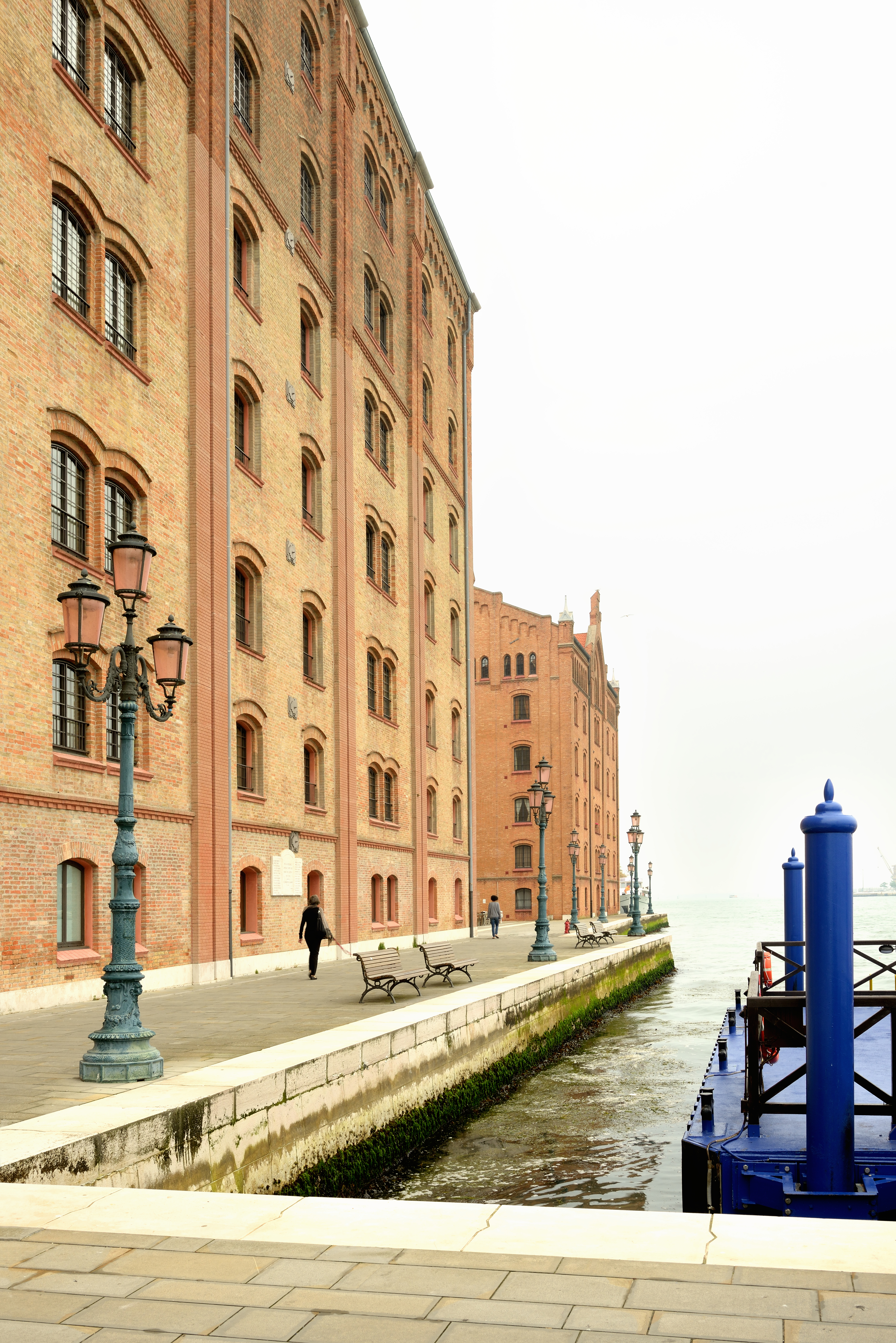
Voorgevel aan het Canale Guidecca

Molino Stucky of de Stuckymolen was een industriële graanmolen in Venetië, in de Noord-Italiaanse regio Veneto. Het is het toonbeeld van 19e-eeuwse industriële architectuur in Venetië. In de 20e eeuw stond er ook een deegwarenfabriek. Sinds 2007 is het Hiltonhotel van Venetië in het complex gevestigd.
Molino Stucky bevindt zich aan de zuidkant van de stad, met de voorgevel aan het Canale della Giudecca. Het eiland in de Lagune van Venetië waar de voormalige fabriek staat, is Giudecca. 
De stijl is neogotisch en is geïnspireerd door de Gilde Brauerei, een moutsilo in Hannover, Duitsland. De Molino Stucky is evenwel groter in afmetingen. 

## Naam
- Molino is het Italiaans woord voor molen.
- Giovanni Stucky (1843-1910) was de bouwheer. Zijn borstbeeld staat op een binnenplaats en zijn naam staat in grote letters boven de hoofdingang.

## Historiek

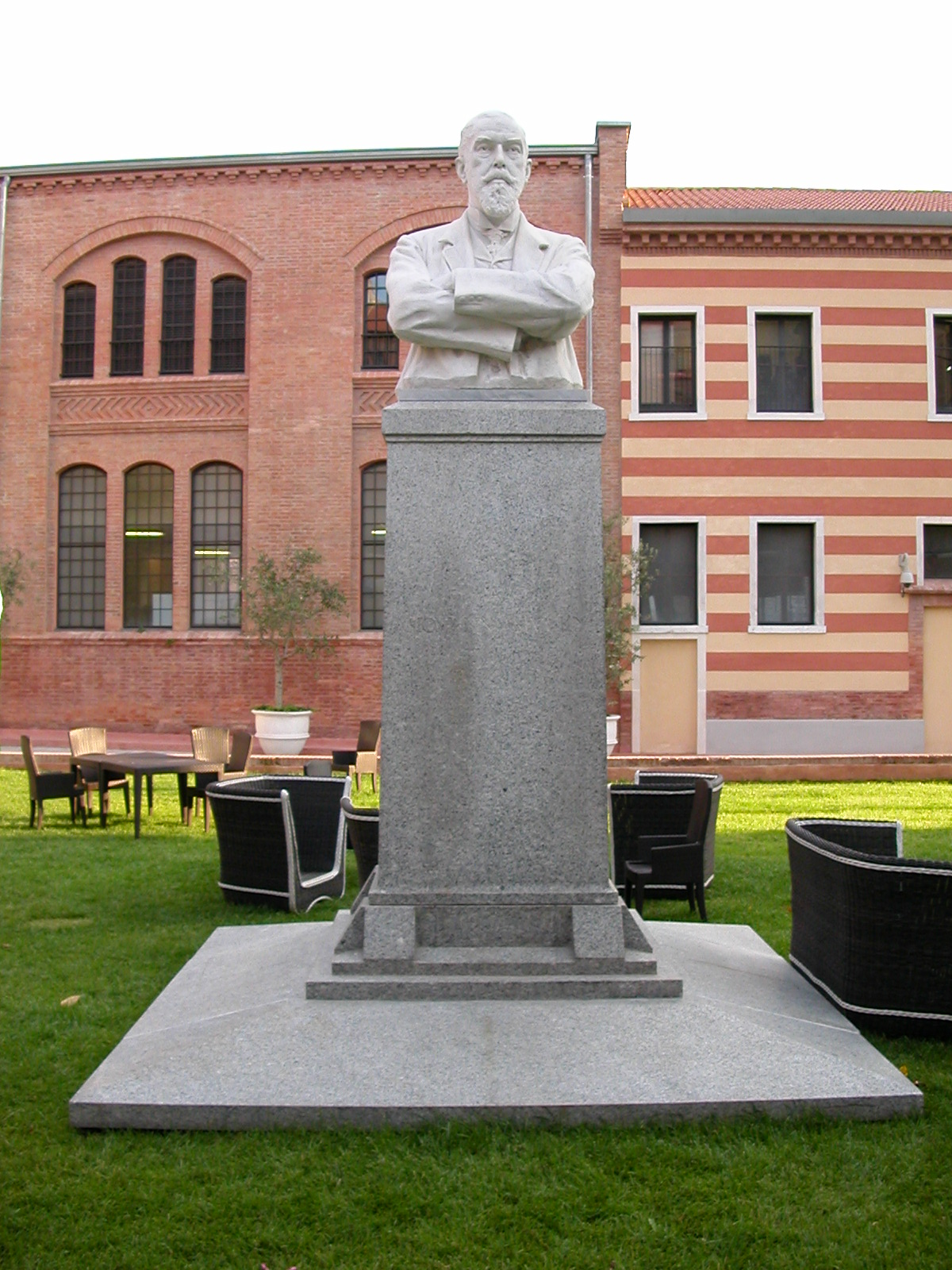
Buste van Giovanni Stucky op de site

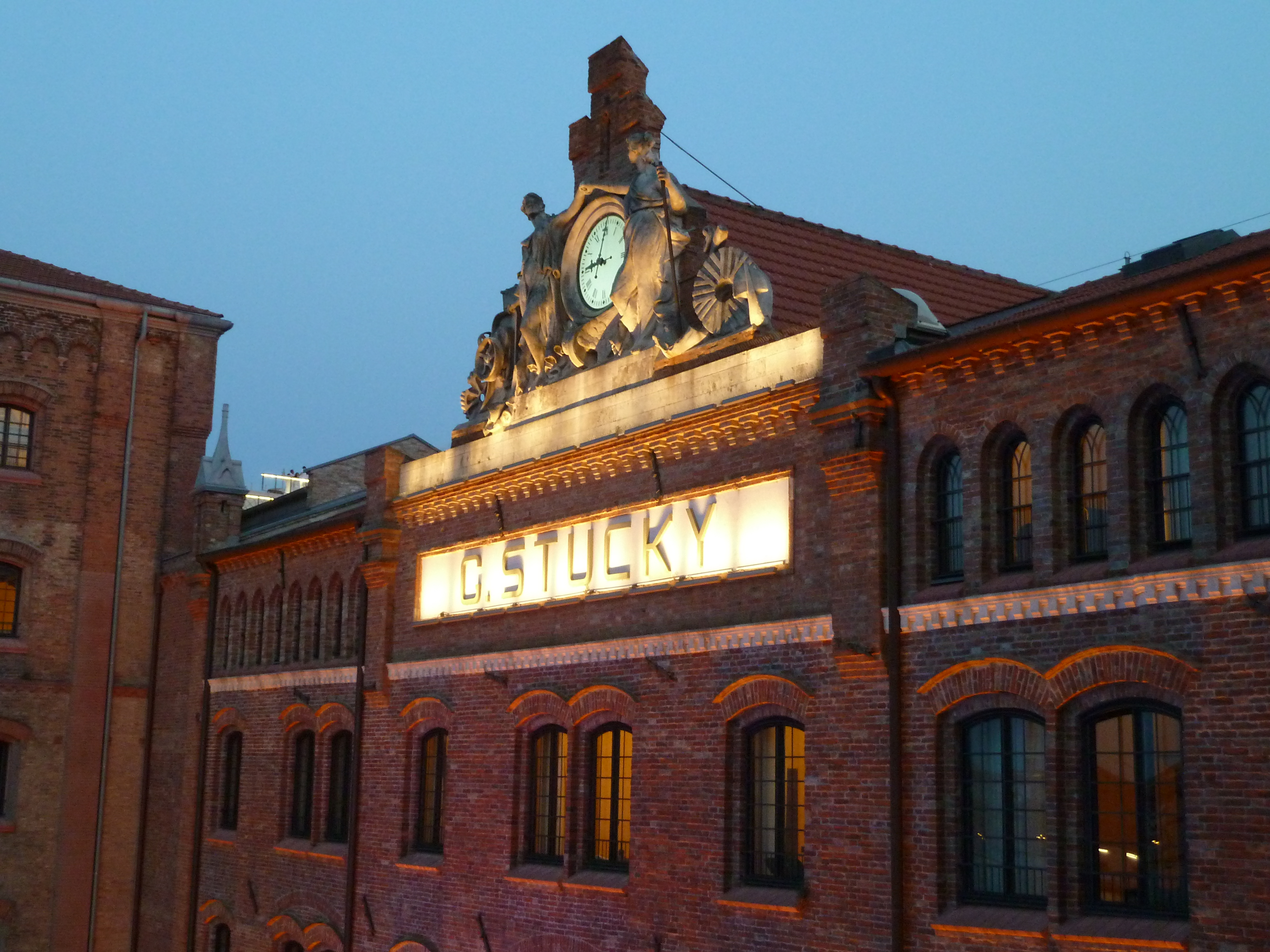
De naam G.Stucky boven de hoofdingang

### Giovanni Stucky
Giovanni Stucky leerde het beroep van molenaar van zijn vader, Hans Stucky, een Zwitser, in Mogliano en in Venetië. Op deze twee plekken bezat zijn vader een graanmolen. Zijn moeder was een Venetiaanse. Stucky bekwaamde zich technisch verder in Wenen en in Hongarije. In Hongarije werkte hij voor Abraham Ganz, een grootindustrieel en vriend van zijn vader. Stucky keerde terug naar Venetië in 1866 toen het keizerrijk Oostenrijk het koninkrijk Lombardije-Venetië opgaf. Venetië en Veneto sloten aan bij het koninkrijk Italië. 
Stucky beheerde zes graanmolens. Hij zag de groeimogelijkheden van de nieuwe spoorlijnen naar Venetië en de exploitatie van de haven. In 1881 kocht hij het klooster van de zusters van Santi Biago e Cataldo gelegen op een uiteinde van het eiland Giudecca. Hij bouwde in het klooster een graanmolen aangedreven met een stoommachine. Het succes was dermate groot dat hij het klooster liet afbreken en een monumentale fabriek bouwde (1891-1895). Hij koos als architect Ernst Wullekopf uit Hannover. Stucky ging doelbewust voor een bouwwerk dat hoger was dan het dogepaleis. De stad was eerst tegen de bouw omwille van de Duitse neogotische stijl uit Hannover doch bond later in. De neogotische stijl was een opvallende en uitzonderlijke stijl voor een fabrieksgebouw. De Molino Stucky, genoemd naar zijn bouwheer, telde negen verdiepingen. Een grotere stoommachine werd er geïnstalleerd, afkomstig van de Duitse firma Sulzer AG.
Het industrieel succes volgde onmiddellijk: 1.500 arbeiders produceerden tot 250 ton meel per dag. Schepen voeren af en aan. In Portogruaro kocht hij 1700 hectare akkergrond waar hij tarwe verbouwde. In 1900 bezat de Molino Stucky de grootste elektrische verlichting van Venetië. In 1903 bouwde hij in het complex een deegwarenfabriek: de fabriek was gekend was voor zijn productie van noedels. Een nog grotere graansilo volgde in 1907. De rijkdom van Stucky nam belangrijke proporties aan. Stucky trok met zijn familie in in het Palazzo Grassi aan het Canal Grande (1909); om deze reden werd het paleis ook genoemd Palazzo Grassi-Stucky. In Mogliano, waar ooit zijn vaders molen stond, bouwde hij een luxueuze villa. Hij had een uitgebreide kunstverzameling en werd de rijkste man van Venetië genoemd.
Een oud-werknemer van de fabriek vermoordde Giovanni Stucky in het station van Venetië in 1910; deze man had vroeger al bedreigingen geuit tegen de familie en hiervoor in de gevangenis gezeten. Een grootse begrafenis vond plaats geleid door de patriarch van Venetië; Stucky, oorspronkelijk een calvinist, had zich bekeerd tot het rooms-katholicisme. Giovanni’s zoon Giancarlo Stucky (1881-1941) nam de fabriek over.

### Jaren 1910 – 1955
Tijdens de Eerste Wereldoorlog hing er een Zwitserse vlag boven de fabriek om de installaties te beschermen tegen het krijgsgewoel. Giancarlo Stucky had, net zoals zijn vader Giovanni, de Zwitserse nationaliteit. Pas in 1923 verwierf hij de Italiaanse nationaliteit. De industriële productie slabakte in de jaren 1930. Stucky moest het paleis Grassi verkopen, alsook al de kunstwerken. Samen met zijn moeder, de weduwe van Giovanni Stucky, huurde Giancarlo Stucky een kamer in Venetië. Hij stierf in duistere omstandigheden in 1941. Duitse troepen bezetten de fabriek in 1943. De familie Stucky gaf de eigendomsrechten op. Na de Tweede Wereldoorlog werkte de graanmolen opnieuw doch op een weinig rendabele wijze. Na een staking van de fabriek in 1955 viel het doek over de industriële productie van meel en deegwaren. De laatste 500 arbeiders werden ontslagen.

### Na 1955
In de loop van de 20e eeuw werden ettelijke projecten uitgewerkt voor een nieuwe bestemming van de industriële site. De Biennale 1975 werd er georganiseerd met het oog op een renovatieproject doch dit leidde niet naar hergebruik van de site.
In 2003 startten de bouwwerken voor de bouw van een hotel en congrescentrum. De firma’s Acqua Pia Antica Marcia en de Hiltongroep waren de bouwpromotoren. De bouw werd zwaar gehinderd door een brand op 15 april 2003. Twee blushelikopters waren nodig om de brand om de bouwwerf te blussen. Niettemin vielen de muren van de graansilo in het kanaal. 
In 2007 opende het Hiltonhotel Molino Stucky Venise de deuren. Het hotel heeft meer dan 300 kamers en het congrescentrum biedt accommodatie voor 1.500 personen.